# Friedrich Kunstmann
Friedrich Kunstmann (* 4. Januar 1811 in Nürnberg; † 15. August 1867 in München) war ein deutscher Theologe im Königreich Bayern.

## Leben
Friedrich Kunstmann war der Sohn eines Militärhauptkassierers. Er studierte Katholische Theologie an der Academia Ottoniana in Bamberg. 1830 wurde er Mitglied des Corps Isaria. 1834 Priester geworden, wurde er im selben Jahr von der Ludwig-Maximilians-Universität zum Dr. iur. promoviert. 1837 wurde er Religionslehrer an der Landwirtschafts- und Gewerbeschule in München. 1839 auch beim Bayerischen Kadettenkorps, nahm er 1840 die Erzieherstelle bei der Infantin Maria Amalia von Portugal in Lissabon an. 
1846 nach München zurückgekehrt, wurde er 1847 a.o. Professor und 1848 o. Professor für Rechtswissenschaft in München. Später wurde er zum Mitglied der Bayerischen Akademie der Wissenschaften ernannt. 
Er starb mit 56 Jahren.

## Grabstätte

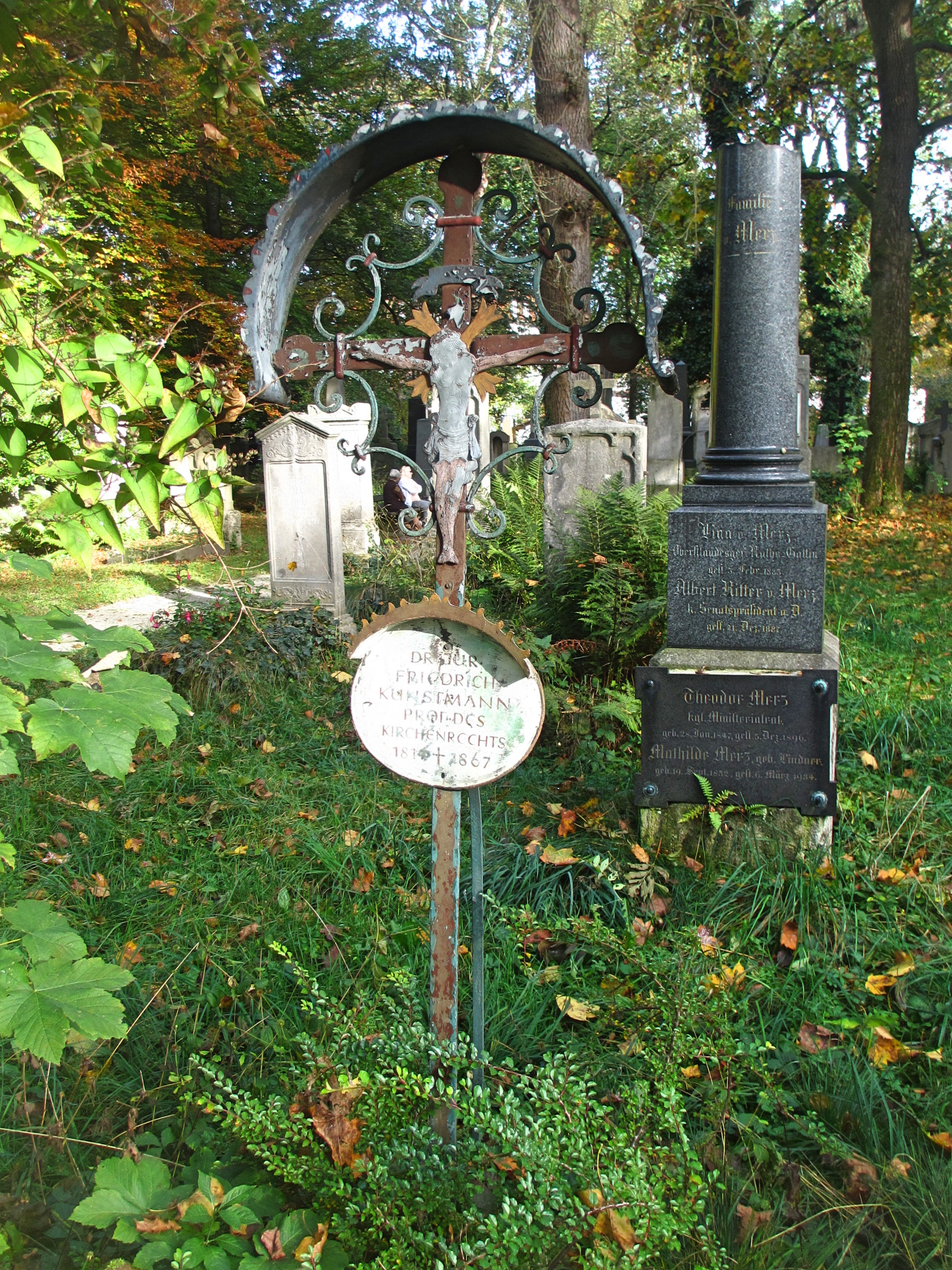
Grab von Friedrich Kunstmann auf dem Alten Südlichen Friedhof in München

Die Grabstätte von Friedrich Kunstmann befindet sich auf dem Alten Südlichen Friedhof in München (Gräberfeld 16 – Reihe 13 – Platz 4) Standort.

## Werke
- Die gemischten Ehen unter den christlichen Confessionen Deutschlands, Regensburg 1839
- Grundzüge eines vergleichenden Kirchenrechts der christlichen Confessionen, München 1867
- Die Canonensammlung des Remedius von Chur, Tübingen 1836
- Die lateinischen Pönitentialbücher der Angelsachsen mit geschichtlicher Einleitung, Mainz 1844.